# Tóth Imre (történész)
Tóth Imre (Sopron, 1968. március 26. –) magyar történész, múzeumigazgató, egyetemi docens.

## Rövid életrajz
Felsőfokú tanulmányait Szombathelyen és a Pécsi Tudományegyetemen végezte. Később ugyanott a BTK Interdiszciplináris Doktori Iskola „Európa és Magyarország a 18–20. században” című doktori programjának volt hallgatója. PhD disszertációját summa cum laude eredménnyel védte meg 2005-ben. 
2006 óta a Soproni Múzeum igazgatója. A Nyugat-magyarországi Egyetem Közgazdaságtudományi Karának docense. A Pécsi Tudományegyetem BTK Történettudományi Intézet Német Történelem és Kultúra Délkelet-Közép-Európában Alapítványi Tanszékének mb. tanszékvezetője. 2013-ban habilitált. Diplomáciával, nemzetközi kapcsolatokkal, civilizációs jellegzetességekkel és regionális kérdésekkel összefüggő tárgyakat oktat.  Oktatott német, cseh és törökországi egyetemeken. Beszél  németül, angolul és spanyolul.

## Kutatásai
Kutatási területe a 20. századi magyar külpolitika története, Kánya Kálmán munkássága, az osztrák–magyar–német kapcsolatok története, az osztrák–magyar határtérség és Sopron modernkori története. Önálló kötete jelent meg a soproni népszavazás és a nyugat-magyarországi kérdés utóéletének diplomácia- és regionális történeti összefüggéseiről és Kánya Kálmán külügyminiszterről. Legújabb kötete "Két Anschluss között. Nyugat-Magyarország és Burgenland Wilsontól HItlerig" címmel 2020-ban látott napvilágot.

## Családja
Felesége gyógypedagógus, egy gyermeke van.